# Silo (Oklahoma)
Silo es un pueblo ubicado en el condado de Bryan, Oklahoma, Estados Unidos. Tiene una población estimada, a mediados de 2021, de 388 habitantes.

## Geografía
La localidad está ubicada en las coordenadas 34°2′9″N 96°28′28″O / 34.03583, -96.47444 (34.035744, -96.474467).

## Demografía
Según la Oficina del Censo, en 2000 los ingresos medios por hogar en la localidad eran de $39,375 y los ingresos medios por familia eran de $42,159. Los hombres tenían ingresos medios por $31,500 frente a los $26,818 que percibían las mujeres. Los ingresos per cápita para la localidad eran de $15,681. Alrededor del 2.3% de la población estaba por debajo del umbral de pobreza.
De acuerdo con la estimación 2016-2020 de la Oficina del Censo, los ingresos medios de los hogares de la localidad son de $57,083 y los ingresos medios de las familias son de $57,358. Alrededor del 15.6% de la población está por debajo del umbral de pobreza.